# Miagrammopes flavus
Miagrammopes flavus là một loài nhện trong họ Uloboridae.
Loài này thuộc chi Miagrammopes. Miagrammopes flavus được Jörg Wunderlich miêu tả năm 1976.